# Nagynarda
Nagynarda (horvátul Velika Narda, németül Groß-Nahring) Narda község településrésze, 1950-ig önálló község, ma Vas vármegyében a Szombathelyi járásban található. 

## Fekvése
Szombathelytől mintegy 10 kilométerre nyugatra fekszik, közvetlenül az osztrák határ mellett.

### Megközelítése
Csak közúton érhető el, a Pornóapáti-Bucsu közti 8714-es úton.

## Nevének eredete
Neve a szláv Nerada személynévből származik. Névelőtagja a szomszédos Kisnardától különbözteti meg.

## Története
1221-ben Nerde néven említik először. Római katolikus temploma Árpád-kori eredetű, a Szent Kereszt felmagasztalása tiszteletére szentelték. 1910-ben 470, túlnyomórészt horvát lakosa volt. 1950-ben Kisnardával egyesítették.
2001-ben Narda 525 lakosából 374 horvát nemzetiségű volt, de 2011-re számuk 291-re csökkent.